# میدلبرگ
میدلبرگ (به هلندی: Middelburg) یک منطقهٔ مسکونی در هلند است که در بوده‌خرافن-ریوویک واقع شده‌است. این شهر در حدود ۲ کیلومتری شرق وادینکس‌فین، در شهرداری سابق ریوویک، واقع شده‌است. میدلبرگ ۲۲۰ نفر جمعیت دارد.